# TSV 1865 다하우
Turn- und Sportverein Dachau 1865 e.TSV 1865 다하우는 클럽 내 태권도부의 성공으로 가장 잘 알려져 있다. 또한 그외에도 TSV 1865 다하우에는 협회 축구, 농구, 야구, 양궁, 탁구, 체조, 합기도, 펜싱, 핸드볼, 유도, 테니스 및 로큰롤 댄스와 같은 다르고 다양한 여러 스포츠 부가 있다. 2023년 기준 강지훈 축구 선수가 이곳에 소속되어 있다.
틀:바이에른리가